# Марк Кліфтон
Марк Кліфтон (англ. Mark Clifton 1906, Філадельфія, Пенсільванія — листопад 1963) американський письменник фантаст, переможець (в співавторстві) другої премії Г'юго в категорії «найкращий роман». Почав видаватись в 1952 році, першою роботою було оповідання «Що я накоїв?» (англ. What Have I Done?), яке стало доволі популярним.

## Біографія
Марк Кліфтон народився в 1906 році. Він не знав своїх батьків і ріс в дитячому будинку в Арканзасі. Він закінчив університет з дипломом педагога, і почав працювати психологом. Здебільшого він проводив співбесіди для прийому на роботу, за все своє життя він провів співбесіди з більш ніж 200,000 людьми. Цей досвід показав Кліфтону, як багато ілюзій люди вигадують про себе, але також на що люди насправді здатні.

### Творча діяльність
В 1952 році він починає писати наукову фантастику, загалом за своє життя він написав три романи і більше двадцяти повістей і оповідань. Приблизно третину своїх творів він писав в співавторстві з Френком Райлі чи Алексом Апостолідесом. Основне визнання Кліфтону принесли дві серії творів: «Боссі» (англ. Bossy), про однойменного суперкомп'ютера з штучним інтелектом, а також серія комічних творів про міжпланетного психолога Ральфа Кенеді. До першої серії відноситься найвідоміша його робота (в співавторстві з Френком Райлі) «Їм би мати рацію» (англ. They'd Rather Be Right), яка отримала премію Г'юго в 1955 році. Проте отримання цим твором премії було досить контроверсійним, і Дейвід Ленгфорд в своєму списку найгірших науково-фантастичних творів назвав цей твір «найгіршим романом, що нагороджувався премією Г'юго».
Загалом Марк Кліфтон не був надто популярним автором (також він написав менше ніж більшість фантастів того часу), і після смерті про нього швидко забули. Але в 2010 році він отримав премію повторного відкриття Кордвайнера Сміта за несправедливе забуття. Баррі Молзберґ писав в книзі «The Science Fiction of Mark Clifton»: «Кліфтон був інноватором в 1950-тих роках, і настільки гарним інноватором, що його ідеї стали стандартом серед фантастів. Він використовував звичайні фантастичні теми — іншопланетне вторгнення, поширення технологій, повстання проти політичної технократії і колонізація всесвіту — проте на відміну від попередників, він наповнював їх витонченим психологічним аналізом.» Також в своєму романі «Вісім ключів до Едему» (англ. Eight Keys to Eden) він назвав доволі популярну в фантастиці професію — астронавігатор.

### Цикли і серії
- Цикл творів про суперкомп'ютер з телепатичними здібностями і штучним інтелектом — «Боссі» (англ. Bossy)
  - 1953 — оповідання Crazy Joey, в співавторстві з Алексом Апостолідесом.
  - 1953 — повість Hide! Hide! Witch! в співавторстві з Алексом Апостолідесом.
  - 1954 — роман Їм б мати рацію (англ. They'd Rather Be Right, інша назва The Forever Machine), в співавторстві з Френком Райлі. Виграв премію Г'юго в категорії «найкращий роман».

- Цикл творів про Ральфа Кенеді (англ. Hilarious Misadventures of Ralph Kennedy)
  - 1953 — повість What Thin Partitions у співавторстві з Алексом Апостолідесом.
  - 1955 — повість Sense from Thought Divide.
  - 1957 — повість How Allied.
  - 1958 — повість Remembrance and Reflection.
  - 1962 — повість Pawn of the Black Fleet.
  - 1962 — роман Коли вони з'явились з космосу (англ. When They Come from Space)

### Інші твори
- 1952 — оповідання Що я накоїв? (англ. What Have I Done);
- 1952 — оповідання The Conqueror;
- 1952 — повість Star, Bright;
- 1953 — оповідання Bow Down to Them;
- 1953 — оповідання Civilized, в співавторстві з Алексом Апостолідесом;
- 1953 — оповідання Progress Report, у співавторстві з Алексом Апостолідесом;
- 1953 — оповідання Reward for Valor;
- 1953 — оповідання Solution Delayed, у співавторстві з Алексом Апостолідесом;
- 1953 — оповідання The Kenzie Report;
- 1955 — повість A Woman's Place;
- 1956 — повість Clerical Error;
- 1958 — оповідання Do Unto Others;
- 1959 — повість What Now, Little Man?;
- 1960 — роман Вісім ключів до Едему (англ. Eight Keys to Eden);
- 1962 — оповідання Hang Head, Vandal!;